# Litoria watjulumensis
Litoria watjulumensis es una especie de anfibio anuro de la familia Pelodryadidae.

## Distribución geográfica
Esta especie es endémica del norte de Australia. Habita en la región de Kimberley en el oeste de Australia, en Arnhem Land en el Territorio del Norte y en la frontera de Queensland, hasta los 500 m de altitud.
El área de distribución de la especie es de aproximadamente 616 500 km².

## Descripción
Los machos miden de 33 a 38 mm y las hembras de 45 a 70 mm.

## Etimología
Se le dio el nombre de su especie en referencia a la Misión Watjulum.

## Publicación original
- Copland, 1957 : Presidential address. Australian tree frogs of the genus Hyla. Proceedings of the Linnean Society of New South Wales, vol. 82, p. 9-108[5]